# Autodeterminazione della Saar
L'autodeterminazione della Saar fu effettuata nel 1935 attraverso un plebiscito della popolazione della regione tedesca della Saar, importante bacino minerario e carbonifero.

## Storia
La regione della Saar, prussiana dal 1815 e successivamente tedesca, divenne una "questione" al termine della prima guerra mondiale quando, per compensarla dei danni subiti durante la guerra, la Società delle Nazioni concesse nel 1919 alla Francia con il Trattato di Versailles il diritto di sfruttamento dei ricchi giacimenti minerari del suo sottosuolo per un periodo di 15 anni. Dal 1920 al 1935 fu quindi un protettorato di Francia e Gran Bretagna, governato da una Commissione interalleata. Passati i 15 anni si sarebbe dovuto indire un plebiscito tra la popolazione per concederle il diritto all'autodeterminazione e decidere il ritorno alla Germania o l'unificazione con la Francia.
La consultazione fu stabilita per il 13 gennaio 1935 in un clima politico molto incerto in considerazione dell'accresciuto peso acquisito dalla Germania di Hitler.

### Il corpo di spedizione
Per garantirne l'ordinato svolgimento, si costituì un corpo di spedizione internazionale, la SAAR FORCE, al comando del generale britannico I.H. Brind, forte di 3.300 uomini: 1.500 britannici, 1.300 italiani, 250 svedesi e 250 olandesi.
Il contingente britannico, posto sotto il comando del Generale Priestmann, era costituito essenzialmente dal 12º Reggimento Lancieri Reali e da una brigata del Reggimento Essex.

A loro era assegnata la parte orientale della Saar, quella lungo il confine tedesco.
Il contingente svedese era formato da una brigata del Reggimento Guardie Reali. Il contingente olandese era forte di due compagnie di volontari della Marina Reale.

Loro responsabilità era il Nord ed il Centro.

#### Il contingente italiano
Nel contingente italiano, posto sotto il comando del Generale Sebastiano Visconti Prasca, Capo di Stato Maggiore il colonnello Giovanni Battista Oxilia, erano inquadrati:
1. un Reggimento formato da due Brigate (tratti da due Reggimenti Granatieri di Sardegna) al comando del Colonnello Melotti con la bandiera del 1º Reggimento Granatieri di Sardegna;
2. il 3º Squadrone del Reggimento "Cavalleggeri Guide" (19°) ;
3. un battaglione formato da 367 elementi dei Carabinieri Reali provenienti da tutte le Legioni d'Italia al comando del Tenente Colonnello Emilio Peano,[1] costituito da:
  1. un comando (4 ufficiali, 5 sottufficiali e 6 carabinieri)
  2. 3 compagnie di 3 plotoni ciascuna

Il Comando di Battaglione e le prime due compagnie si accasermarono presso la Mellin Kaserne di Sulzbach; la 3ª compagnia fu alloggiata alla Pascal Kaserne di Dudweiler; il comando del contingente, infine, si sistemò nell'Hotel Mesmer di Saarbrücken.

Il contingente italiano aveva la responsabilità della parte occidentale della Saar, quella più vicina alla Francia, dove erano sistemati 320 seggi elettorali.

### Il plebiscito
Le operazioni di voto e le attività di sorveglianza furono complicate da copiose nevicate, ma non si registrarono problemi di rilievo ed alle 8:15 del 15 gennaio furono annunciati per radio i risultati: su 528.005 votanti, ben 477.119 (il 90%) avevano votato l'annessione alla Germania.
Per l'annessione alla Francia vi furono solamente 2.124 suffragi (0,41%), mentre l'8,86% degli elettori si espressero per lo status quo.
Nei giorni seguenti la SAARFORCE dovette intervenire per sedare episodi di intolleranza contro le minoranze filofrancesi e comuniste. Atti di violenza colpirono anche alcuni corrispondenti di giornali stranieri.
Ritornata la calma, dopo alcune settimane la SAAR FORCE smobilitò.
I colloqui tra le autorità francesi e tedesche per il passaggio di consegne si tennero a Napoli sotto l'egida della Società delle Nazioni. Dal 1º marzo 1935 la regione fu affidata alla Germania nazista che nominò ReichsKommissar Josef Bürckel.
Dopo la seconda guerra mondiale la regione fu riassegnata alla Francia, fino a che, dopo che il referendum del 23 ottobre 1955 aveva bocciato la costituzione di uno Stato autonomo, con il 67,7% contro il 32,3%, fu definitivamente integrata, nel 1957, nella Repubblica Federale Tedesca.